# Laurence Stassen
Laurence Stassen (ur. 8 lutego 1971 w m. Sittard) – holenderska dziennikarka i polityk, posłanka do Parlamentu Europejskiego VII kadencji.

## Życiorys
Z zawodu dziennikarka, związana z regionalną telewizją TV Limburg. Prowadziła w niej cykliczny program Limburg leeft poświęcony życiu codziennemu w Limburgii.
W wyborach europejskich w 2009 kandydowała z listy Partii Wolności. Mandat posłanki do Parlamentu Europejskiego uzyskała po rezygnacji z jego objęcia przez lidera tego ugrupowania, Geerta Wildersa. W PE VII kadencji pozostała niezrzeszona, przystąpiła do Komisji Rynku Wewnętrznego i Ochrony Konsumentów. W 2014 wystąpiła z Partii Wolności.